# موزخوار نوک‌سیاه
موزخوار نوک‌سیاه (نام علمی: Tauraco schuettii) نام یک گونه از سرده موزخوارهای اصلی است.